# Thalassodes veraria
Thalassodes veraria là một loài bướm đêm trong họ Geometridae.